# George Fox-Lane (1er baron Bingley)
George Fox-Lane, 1er baron Bingley (environ 1697 - 22 février 1773) est un pair britannique et un homme politique conservateur.

## Biographie
Né George Fox, il est le fils et héritier de Henry Fox et sa deuxième épouse, Frances Lane, fille de George Lane (1er vicomte Lanesborough) et de sa troisième épouse, Frances Sackville.
De 1734 à 1741, il est député de Hindon puis de York de 1742 à 1761. En 1750, il prend le nom supplémentaire de Lane par une loi du Parlement de 1750, en héritant des domaines de son oncle, James Lane, 2e vicomte Lanesborough. Le 12 juillet 1731, il épouse Harriet Benson (c.1705-1771), fille unique de Robert Benson (1er baron Bingley). Leur seul enfant est Robert Fox-Lane (décédé en 1768). Il est maire de York pour 1757.
Le 13 mai 1762, le titre éteint du beau-père de Lane-Fox est recréé lorsqu'il est créé, baron Bingley, de Bingley dans le comté de York, la succession étant réservée à ses héritiers, de son épouse Harriet. Son fils unique étant décédé en 1768 et sa femme en 1771, le titre disparait à sa propre mort en 1773.